# بطولة أمريكا الجنوبية لألعاب القوى 1927
بطولة أمريكا الجنوبية لألعاب القوى 1927 هي النسخة الـ 5 من بطولة أمريكا الجنوبية لألعاب القوى. أقيمت في سانتياغو بتشيلي. تصدرت الأرجنتين جدول الميداليات برصيد 23 ميدالية منها 14 ذهبية.

## جدول الميداليات
| الترتيب | منتخب      | ذهبية | فضية | برونزية | المجموع |
| ------- | ---------- | ----- | ---- | ------- | ------- |
| 1       | الأرجنتين  | 14    | 7    | 2       | 23      |
| 2       | تشيلي      | 9     | 15   | 16      | 40      |
| 3       | الأوروغواي | 0     | 0    | 1       | 1       |